# Commissaire de police (France)
Pour les articles homonymes, voir Commissaire de police.

En France, les commissaires de police sont des hauts fonctionnaires de l’État nommés par décret du président de la République. Ils constituent le corps de conception et de direction de la Police nationale, qui est défini comme un « corps technique supérieur à vocation interministérielle ».  

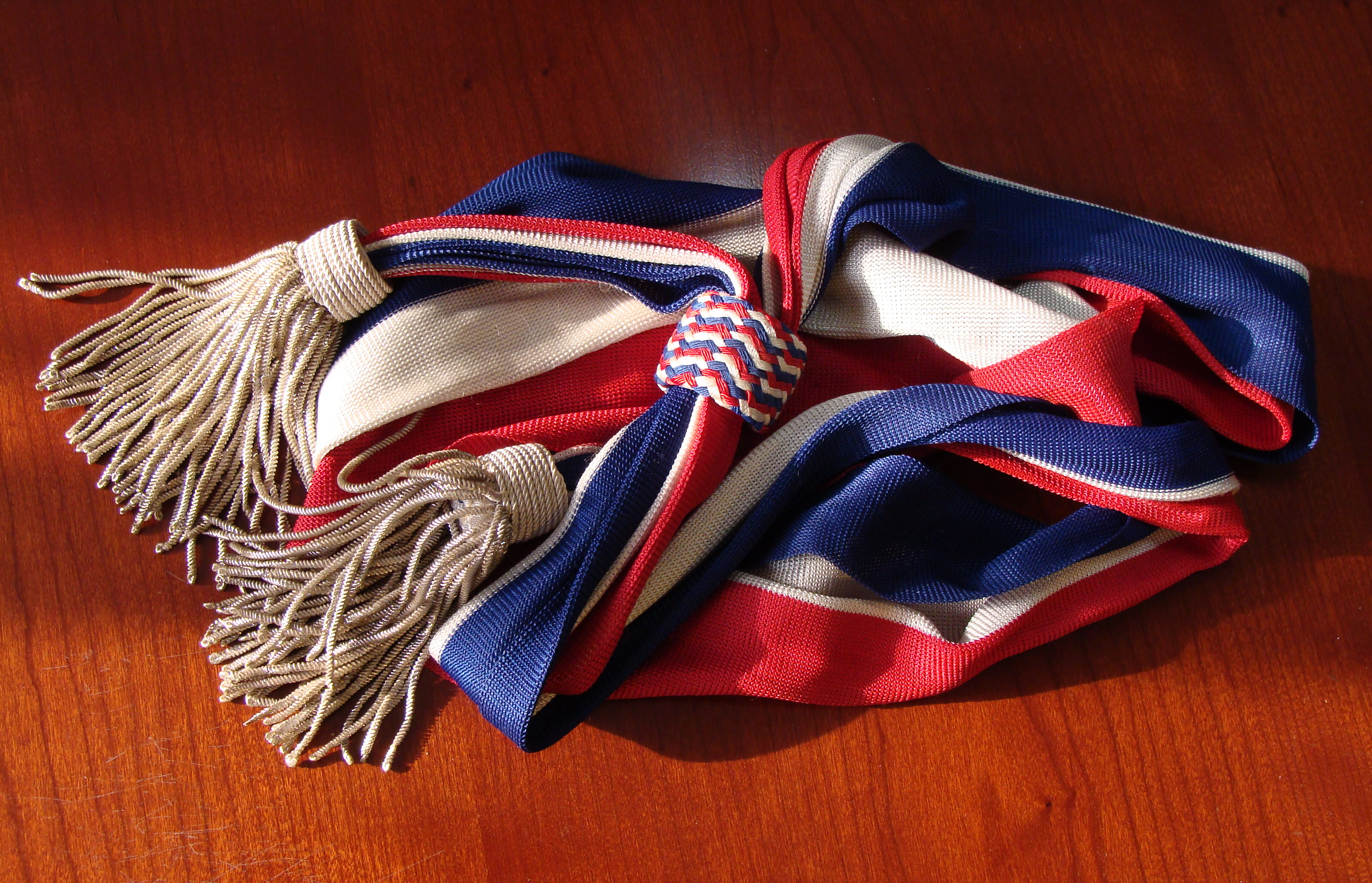
Écharpe tricolore de commissaire de police, symbole de la Nation (ancien modèle).

## Histoire

### Sous l'Ancien Régime

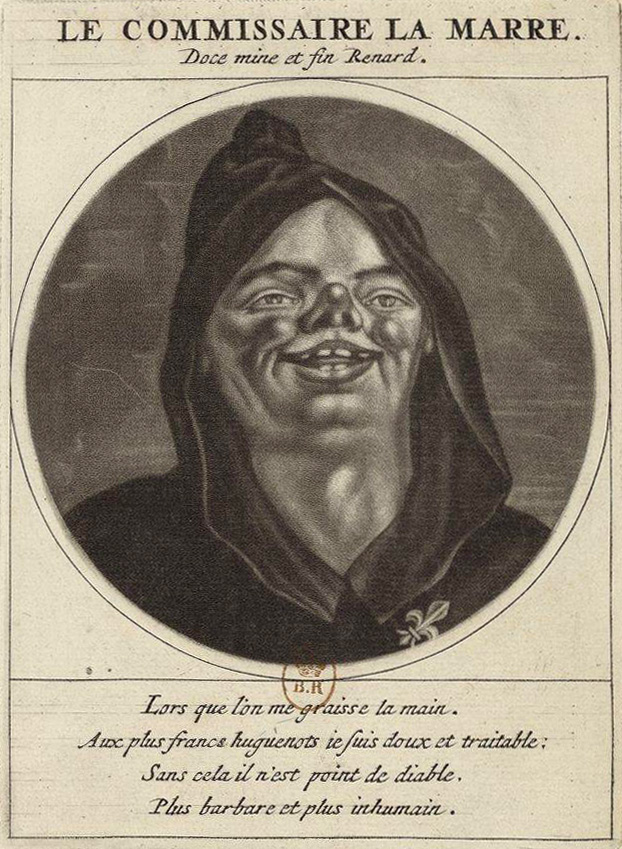
Nicolas de La Mare, commissaire au Châtelet et auteur du Traité de la Police. Caricature extraite d'une publication protestante, 1691.

À Paris, jusqu'en 1667, la police n'est qu'un parent pauvre de la justice : il n'y a pas de corps de police indépendant. Les juges et leurs auxiliaires n'ont pas le temps matériel d'assurer la sécurité des personnes et des biens, ni de lutter contre les divers fléaux. Il y a vingt commissaires au Châtelet pour les dix-sept quartiers de la ville. Deux cent quarante militaires constituent le Guet royal, ancêtre de la Gendarmerie.

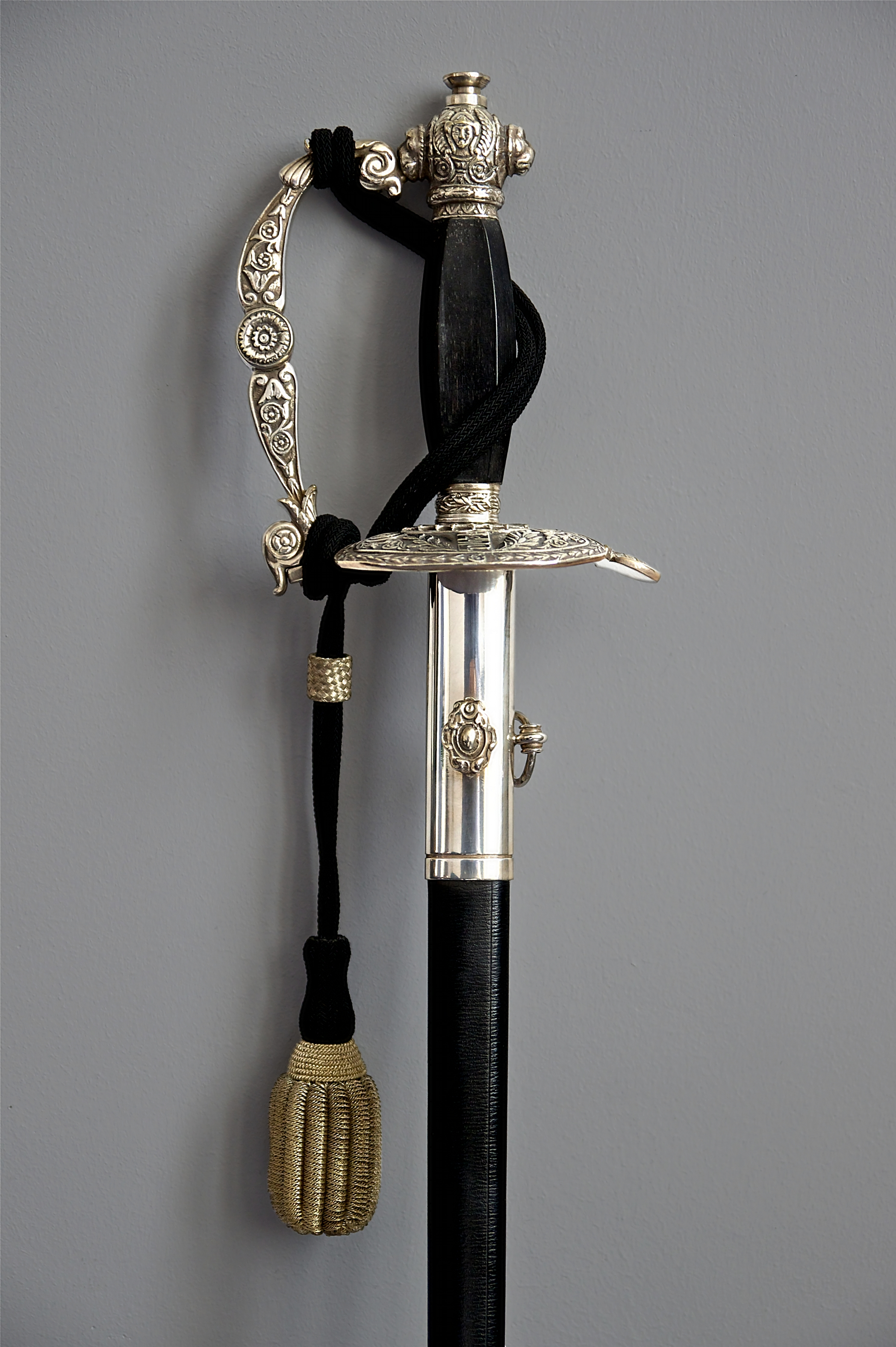
Épée de commissaire, symbole du représentant de l'État.

Il existe pourtant bien un corps des commissaires enquêteurs et examinateurs, qu'on appelle « commissaires au Châtelet ». Ces agents sont des « officiers de robe longue établis pour faire certaines instructions et fonctions de justice et de police, à la décharge des magistrats », attachés aux lieutenants du prévôt de Paris, un lieutenant civil tenait la chambre civile tandis qu'un lieutenant criminel s'occupait des affaires criminelles. Leur nombre a considérablement varié : il est passé de huit sous Philippe V à quarante-huit sous Louis XIII. 
L'édit royal de 1667 fait de ces agents des subordonnés du lieutenant général de police, dont la fonction est créée pour Nicolas de La Reynie, et seuls quatre d'entre eux demeurent attachés au lieutenant civil du prévôt de Paris. À Louis XIV, Colbert donne la définition de ce lieutenant général : « Il faut que notre lieutenant de police soit un homme de simarre et d'épée et si la savante hermine du docteur doit flotter sur ses épaules, il faut aussi qu'à son pied résonne le fort éperon du chevalier, qu'il soit impassible comme le magistrat et comme le soldat intrépide, qu'il ne pâlisse devant les inondations du fleuve et la peste des hôpitaux, non plus que devant les rumeurs populaires et les menaces de vos courtisans ». Pendant trente ans, jusqu'en 1697, Nicolas de La Reynie, métamorphose la ville : les quarante-huit commissaires de police, bénéficiant d'un traitement, de primes, d'avantages fiscaux, veillent sur les quartiers de Paris. On compte 2 736 lanternes publiques à la fin de 1667, le Guet royal est réorganisé, le lieutenant général a ses observateurs qui scrutent l'opinion publique.
Les commissaires étaient répartis dans Paris à la tête de chacun des seize quartiers de la ville (l'équivalent d'un commissaire central d'arrondissement aujourd'hui). On trouve à chaque fois un « ancien préposé », un commissaire désigné par son ancienneté. Les autres commissaires du quartier sont placés sous ses ordres. Ils sont assistés de clercs, dont certains seront à compter de 1709 appelés « inspecteurs de police » et se voient attribuer par l'ancien un service particulier. Ils doivent lui signaler quotidiennement tout fait notable survenu dans leur service et se rassemblent chez lui chaque semaine pour faire le rapport de leurs activités. Ils procèdent à une visite bimensuelle et minutieuse de leur quartier.

### Durant laRévolution française
Dans un premier temps, les commissaires de police sont élus comme d'autres fonctionnaires publics (clergé, magistrature), d'abord au suffrage censitaire, puis après la chute de la monarchie en 1792, dans des élections « révolutionnaires » à la main levée permettant toutes les intimidations. Plus tard, la Convention, au travers de son Comité de sûreté générale, nomme directement les commissaires sur l'ensemble du territoire de la République. Sous le Directoire, ils sont nommés par l’administration départementale, sur proposition de la municipalité.

### AuXIXesiècle

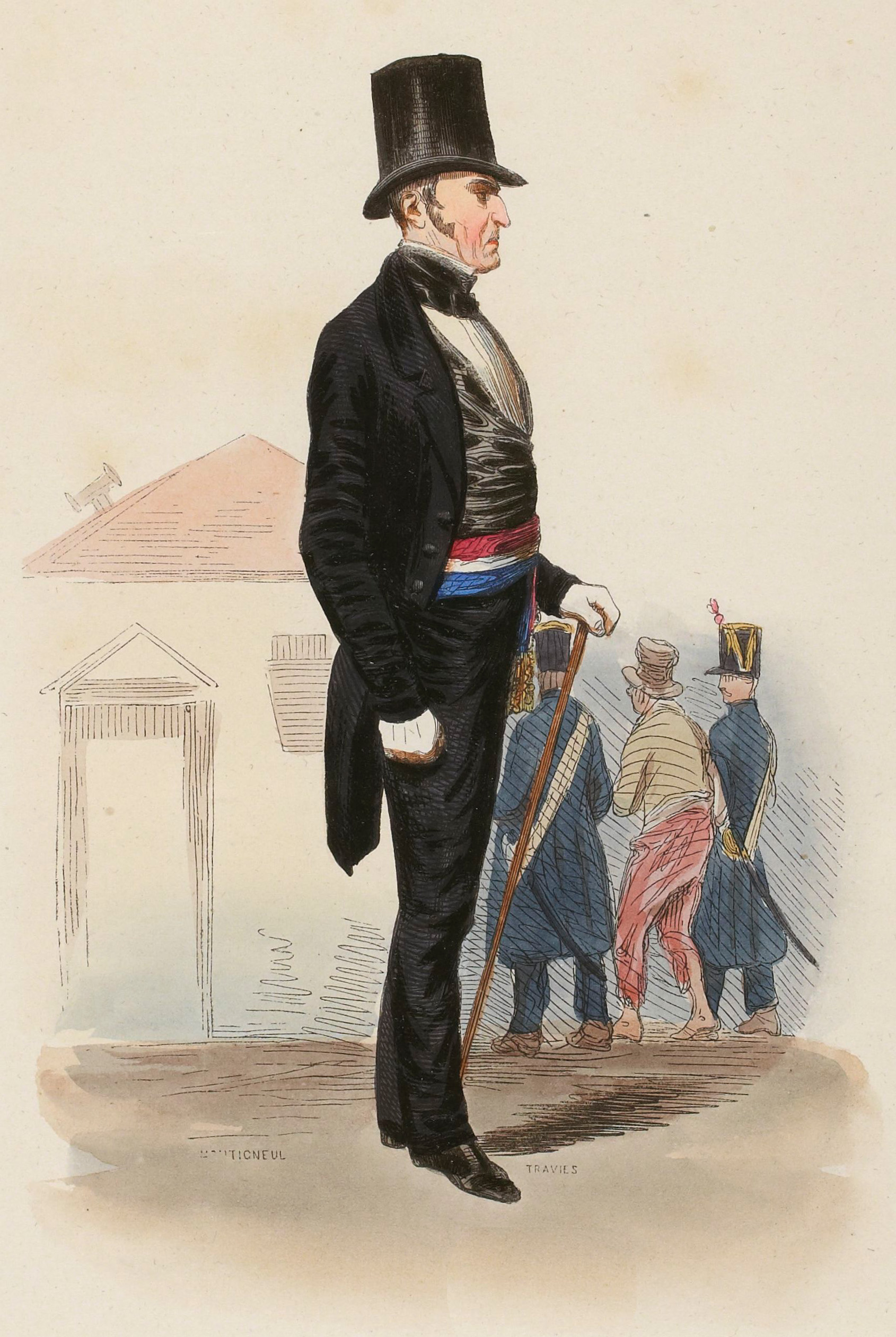
Un commissaire de police vers 1840,
lithographie.

À partir de la loi du 28 pluviôse an VIII, 17 février 1800, toutes les communes de plus de 5 000 habitants sont tenues d'avoir leur commissaire de police. Pour les communes de Marseille, de Lyon et de Bordeaux, il fut institué un emploi de « commissaire général » et il fut envisagé de créer de tels emplois pour les villes de plus de 100 000 habitants.  
Néanmoins, la fonction est un véritable casse-tête administratif, car ces « hommes du gouvernement » sont nommés et promus par les autorités de l'État (Consulat) mais payés par les municipalités sur les recettes de l'octroi et ils dépendent du parquet pour toutes les affaires judiciaires. Les zones de compétences des commissaires se diversifient sous le Second Empire avec la création des éphémères commissaires cantonaux et commissaires départementaux, mais aussi des commissaires affectés à la police des chemins de fer, créés dès 1848, ancêtres des renseignements généraux.

### Depuis 1941
Sous le gouvernement présidé par le maréchal Pétain ( " Etat français " dont le siège est à Vichy, apparu le 10 juillet 1940 par le vote de l'Assemblée nationale de l'époque, soit la réunion de la Chambre des Députés et du Sénat, par 569 votes pour et 80 contre ), les corps de police municipale dépendant des maires de communes de plus de 10 000 habitants sont nationalisés par la loi du 23 avril 1941 et deviennent des " corps urbains " , qui sont le premier  échelon de la " police régionale d'Etat " . Le gouvernement de Vichy crée de toutes pièces une « Direction Générale de la Police Nationale » qui regroupe toutes les forces de police civile sur le territoire français (ex-Sûreté Nationale et Préfecture de Police). Ainsi est mise au point en place la « police régionale d'État », qui intègre les anciens fonctionnaires en tenue et en civil et fonctionnaires administratifs (secrétaires de police) payés jusqu'alors par les communes. Chaque police régionale d'Etat  est compétente pour une région de police, créée par décret et qui est placée sous l'autorité d'un haut fonctionnaire de police, issu du corps des commissaires de police, appelé « intendant régional de police », lui même placé auprès du « préfet régional », qui avait été mis en place en 1941  et qui est alors le supérieur hiérarchique des préfets de chaque département, au moment où le gouvernement de Vichy avait mis au point la nouvelle structure de « région administrative ». À la même époque, en avril 1941, se créent les groupements mobiles de réserve (G.M.R), unités de policiers mobiles, de type militarisé, qui seront dissous par décret signé par le général de Gaulle le 1er septembre 1944 à la suite de leur action notamment contre les mouvements et groupements de la Résistance. Toutefois, les membres des G.M.R. qui pourront attester de leur appartenance à un mouvement ou à un groupement de la Résistance intérieure ou ayant été considéré comme ayant eu comportement républicain entre avril 1941 et juin 1944 seront autorisés à rester dans la Sûreté nationale et constitueront la base de 50 % des effectifs des Compagnies républicaines de sécurité (C.R.S.), mises au point par le décret du 8 décembre 1944, portant création des C.R.S. par le gouvernement provisoire de la République française et qui disposent depuis février 1952 d'un drapeau spécifique, qui se transmet chaque année entre groupement régional de C.R.S. Les C.R.S. étaient basées sur des unités de police qui avaient aussi des missions de sécurité publique et des missions supplétives pour l'armée, créées à Marseille le 1er septembre 1944 en tant que « Forces Républicaines de Sécurité » (F.R.S.) par le Commissaire de la République de Marseille, Raymond Aubrac, faisant suite aux troubles nés à la suite de la libération de Marseille et de ses environs, après le débarquement de Provence le 15 août 1944 de l'armée commandée par le général de Lattre de Tassigny. Tous les membres des F.R.S. qui le désiraient furent intégrés dans les C.R.S. à leur création, au moment où le général de Gaulle crée ces structures spécifiques de police mobile par décret du 8 décembre 1944.      
Le gouvernement de Vichy crée l'École nationale supérieure de la Police par la loi du 23 avril 1941, laquelle est maintenue par le gouvernement provisoire de la République française à la Libération. Elle a vocation à former les commissaires de police et les officiers de paix, en deux cours séparés. Toutefois, l'école, considérée par le gouvernement provisoire de la République française comme une création du gouvernement de Vichy et au vu de la collaboration de la police française avec les forces d'occupation allemande, ne reçoit aucune promotion d'élèves-commissaires à compter de 1944 et reste inactive de 1944 à 1955. Durant cette période, les candidats reçus au concours de commissaire de police rejoignent un service de police où ils sont placés en tant que commissaires stagiaires pendant un an.  
Une importante réforme menée par le décret du 30 août 1977, préparé par Christian Bonnet, alors ministre de l'Intérieur, transforme le corps des commissaires de police, leur donnant pouvoir hiérarchique sur l'intégralité des effectifs de police, jusque-là limité à l'encadrement des policiers en civil, soit les inspecteurs de police et les enquêteurs de police — corps en civil crée en 1971 équivalent aux gardiens de la paix — , les inspecteurs de police dont l'origine remonte à 1709 équivalents en « civil » des officiers de paix, créés en 1790 dont la compétence, au début de leur apparition, était limitée au département de la Seine et des gardiens de la paix, dont le corps fut créé par la Troisième République en 1871, était la transformation du corps des sergents de ville, apparu en 1829, premier corps de policiers en tenue en Europe.  
Cette réforme de 1977 a également permis d'intégrer les commandants principaux (anciens officiers supérieurs de la police en tenue) dans le corps des commissaires de police au grade de commissaires et les commandants de groupement (grade supérieur à celui de commandant principal) au grade de commissaire principal. Cette importante réforme ne fut pas remise en cause à l'occasion de l'arrivée de la gauche au pouvoir après le 10 mai 1981 mais fut à l'époque, avant sa mise au point et à compter de son application, contestée par différents syndicats de policiers en civil qui considéraient que les débouchés de carrière pour les inspecteurs de police étaient restreints par l'arrivée des officiers supérieurs de paix, qui limitaient ainsi la promotion interne des inspecteurs, dans le corps des commissaires de police, que ce soit par concours ou par la procédure de la sélection au choix .  
En 1987, un décret voulu par le chef du gouvernement d'alors, Jacques Chirac, donne aux commissaires de police des fonctions et responsabilités équivalentes à celles accordées aux administrateurs civils ou aux membres des corps recrutés par la voie de l'École nationale d'administration. Les commissaires de police deviennent ainsi des fonctionnaires de " catégorie supérieure " , soit des « hauts fonctionnaires », même si cette appellation n'est pas conforme au statut général de la fonction publique, qui comprenait quatre catégories d'agents : ceux de catégorie D ( recrutés sans diplôme), ceux de catégorie C (devant être titulaires de C.A.P. ou du brevet des collèges) , ceux de catégorie B (titulaires de baccalauréat ou de titre équivalent) et  les fonctionnaires de catégorie A (agents devant avoir au minimum une licence ou un titre de même niveau). Ce décret répond aux demandes réitérées après mai 1968, exprimées par le syndicat des commissaires de police et hauts fonctionnaires de police, créé en 1925, qui considérait que les commissaires de police étaient des agents publics qui devaient être des hauts fonctionnaires, au vu de leur niveau de responsabilités et de leur action au quotidien. Déjà, quelques détachements,  très rares (environ cinq) de commissaires de police avaient été faits dans des corps de sous-préfets ou dans d'autres corps de l’État de même niveau, entre 1945 et 1987. Un cas célèbre de détachement fut celui de Michel Baroin, alors commissaire principal affecté dans un service local des renseignements généraux, détaché comme sous-préfet de Nogent sur Seine en 1964. Michel Baroin avait été condisciple de Jacques Chirac au sein de l'I.E.P. de Paris.    
Le décret du 24 décembre 2012 a modifié l'organisation de l'École nationale supérieure de la Police. Il transfère les activités de l'ENSOP (École nationale supérieure des officiers de police), organisme sans personnalité juridique rattaché à l'administration centrale du ministère de l'Intérieur à l'ENSP qui, jusqu'à présent, ne formait que les commissaires de police. L'ENSP devient ainsi l'établissement public unique chargé de la formation des commissaires et des officiers de police.

## Responsabilités

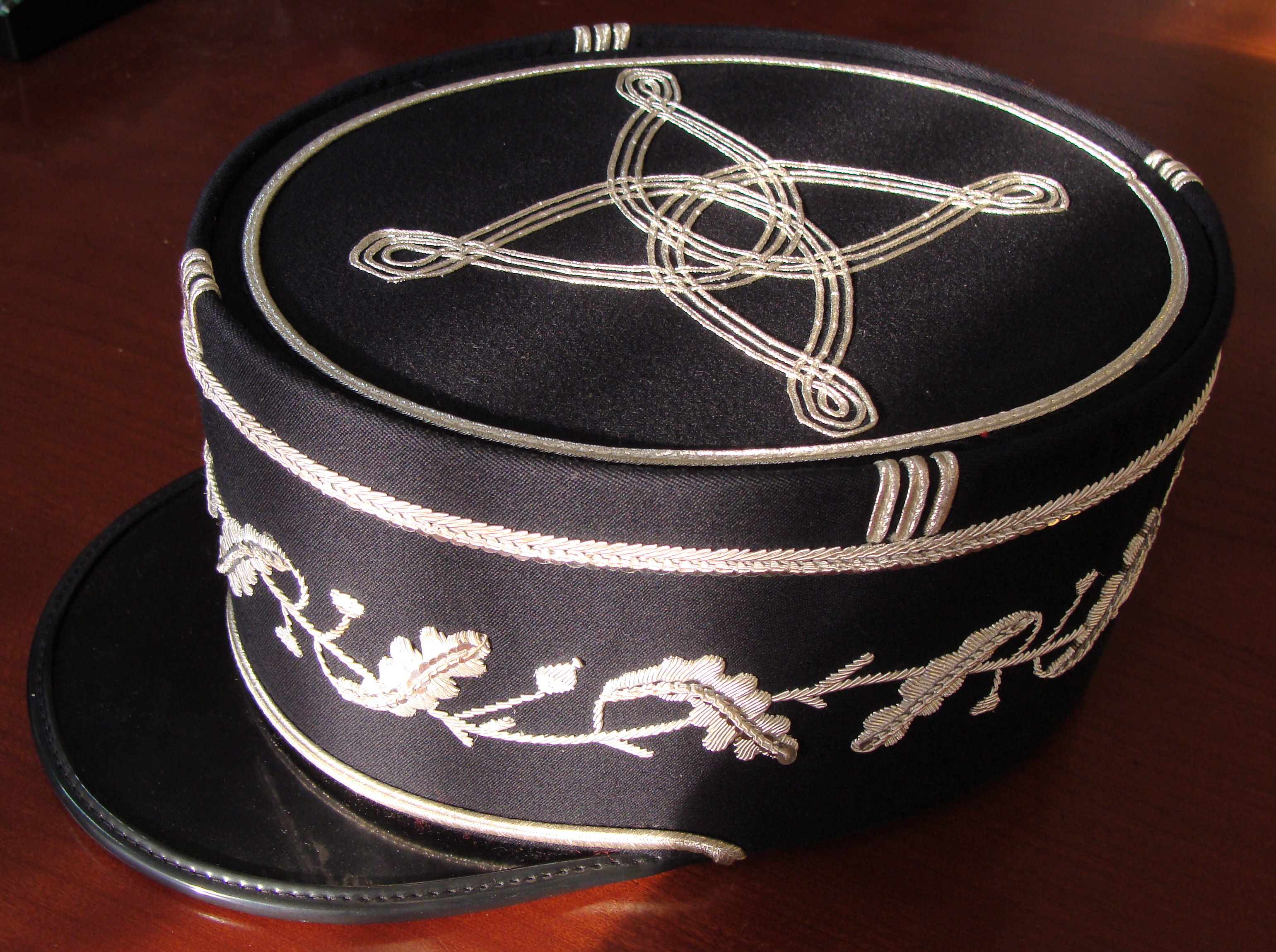
Képi de commissaire de police.

Ils sont chargés de l'élaboration et de la mise en œuvre des doctrines d'emploi et de la direction des services dont ils assument la responsabilité opérationnelle et organique. Ils ont autorité sur le personnel affecté dans ces services. 
Ils peuvent être appelés à exercer leurs fonctions dans les établissements publics administratifs placés sous la tutelle du ministre de l'Intérieur. 
Ils participent à la conception, à la réalisation et à l'évaluation des programmes et des projets relatifs à la prévention de l'insécurité et à la lutte contre la délinquance. 

Ils exercent la fonction d'officier du ministère public (OMP) auprès des tribunaux de police, dans le cadre des contraventions allant de la première classe à la quatrième classe, prévues par le Code pénal .

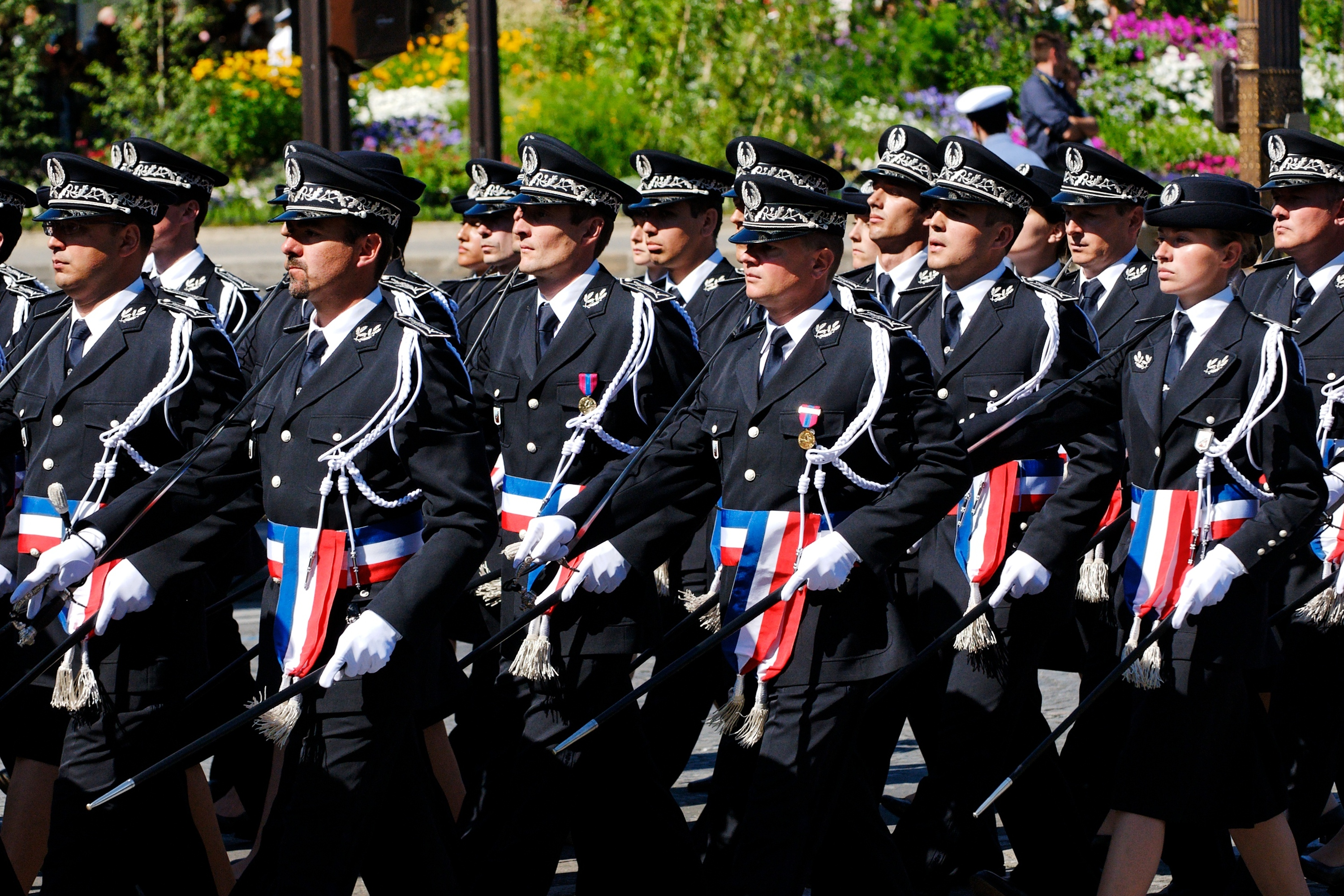
Des élèves de l'École nationale supérieure de la police lors du défilé du 14 juillet 2008 aux Champs-Élysées.

## Grades
Le corps de conception et de direction comprend trois grades : 
- commissaire de police ;
- commissaire divisionnaire de police ;
- commissaire général de police.

Le commissaire de police ayant neuf ans de services effectifs, ayant satisfait à l'obligation de mobilité et après avoir suivi une formation professionnelle organisée par l'École nationale supérieure de la police, peut être promu au grade de commissaire divisionnaire.
Le grade de commissaire principal a été supprimé en 2005, les membres du corps ayant atteint ce grade à la date de la réforme pouvant à titre temporaire cependant continuer à le porter.
Peuvent accéder au grade de commissaire général :
- les commissaires divisionnaires ayant atteint au moins le 5e échelon de leur grade et avant accompli six ans de service en position de détachement dans un ou plusieurs emplois énumérés par décret ;
- les commissaires divisionnaires ayant atteint au moins le 5e échelon de leur grade et ayant exercé, pendant huit ans, des fonctions supérieures d'un niveau particulièrement élevé de responsabilité. Ces fonctions doivent avoir été exercées en position d'activité ou de détachement dans le grade de commissaire divisionnaire, dans un grade d'avancement d'un corps ou cadre d'emplois de niveau comparable défini par arrêté interministériel.

Les commissaires généraux ainsi que les commissaires divisionnaires ayant atteint le 5e échelon de leur grade et ayant satisfait aux obligations de mobilité peuvent être nommés à un emploi de contrôleur général. Après avoir occupé cet emploi depuis un an au moins, le contrôleur général peut être nommé inspecteur général ou directeur des services actifs. Contrôleur général, inspecteur général et directeur des services actifs ne sont pas des grades mais des emplois à la discrétion du gouvernement, qui nomme et révoque à ces emplois ad nutum.

Galons du corps de conception et de direction de la police nationale
Galons des emplois supérieurs de direction de la police nationale

## Affectations
À la sortie de l'École nationale supérieure de la police, la plupart des postes offerts aux commissaires de police sont proposés en sécurité publique. 
Parmi ceux-ci :
- responsable d'un commissariat d'une ville moyenne ;
- adjoint au responsable d'un commissariat central dans une grande ville ;
- chef de service dans une direction départementale d'un département important.

D'autres postes sont offerts à la Préfecture de police de Paris :
- commissaire central adjoint dans un commissariat d'arrondissement ;
- chef du service d’investigation judiciaire dans un commissariat d’arrondissement important ;
- adjoint à un chef de division à la direction de l’ordre public et de la circulation.

Les postes de commissaire de police font l'objet d'une nomenclature définissant pour chacun d'entre eux leur niveau de responsabilité. Ces niveaux sont déterminés de A à F (niveau A : sortie d'école – niveau F : commissaire divisionnaire confirmé ou commissaire général). 
Après son premier poste, occupé obligatoirement pendant une durée minimum de 2 ans, le commissaire de police peut se porter candidat aux postes vacants offerts dans l'ensemble des directions de la police nationale.

## Recrutement
Il existe quatre voies d'accès au corps des commissaires de police :
- le concours externe (45 % d'une promotion) ouvert aux candidats de nationalité française ayant obtenu un master (Bac+5) âgés de 44 ans au plus l'année du concours ;
- le concours externe spécial (5% d'une promotion) ouvert aux candidats titulaires d'un master (Bac+5) suivant, ou ayant suivi durant les quatre dernières années[8], une préparation dans un des cycles de formation préparant à certaines écoles du service public[9] et âgés de 44 ans au plus l'année du concours ;
- le premier concours interne (10 % d'une promotion) ouvert aux agents de l' État ou des collectivités locales comptant au mois quatre années de service et âgés de 44 ans au plus l'année du concours ;
- le second concours interne, anciennement voie d'accès professionnelle, (40 % d'une promotion) ouvert aux fonctionnaires du corps de commandement de la police nationale qui comptent au moins 4 années d’ancienneté à compter de leur titularisation dans le grade de capitaine et qui sont âgés au plus de 50 ans au 31 décembre de l’année de leur recrutement.

À l'issue de cette phase de recrutement, les élèves-commissaires de police suivent une formation initiale d'une durée de deux ans au sein de l'École nationale supérieure de la police, à Saint-Cyr-au-Mont-d'Or (Rhône) où ils alternent les formations au sein de l'école et les stages en directions de police. Lors de l'entrée à l'école, ils sont nommés élèves-commissaires pour une durée d'un an et, au cours de la seconde année d'école, ils deviennent commissaires de police stagiaires. À la sortie de l'école, ils sont commissaires titulaires et affectés dans un service ou une direction.   
Le concours d'accès au corps des commissaires de police, tout particulièrement par la voie externe, est l'un des plus difficiles et sélectifs de la fonction publique d'État, d'un niveau comparable à ceux de l'École nationale d'administration et de l'École nationale de la magistrature.
En 2025, 34 postes sont ouverts pour ce concours.

## Effectifs

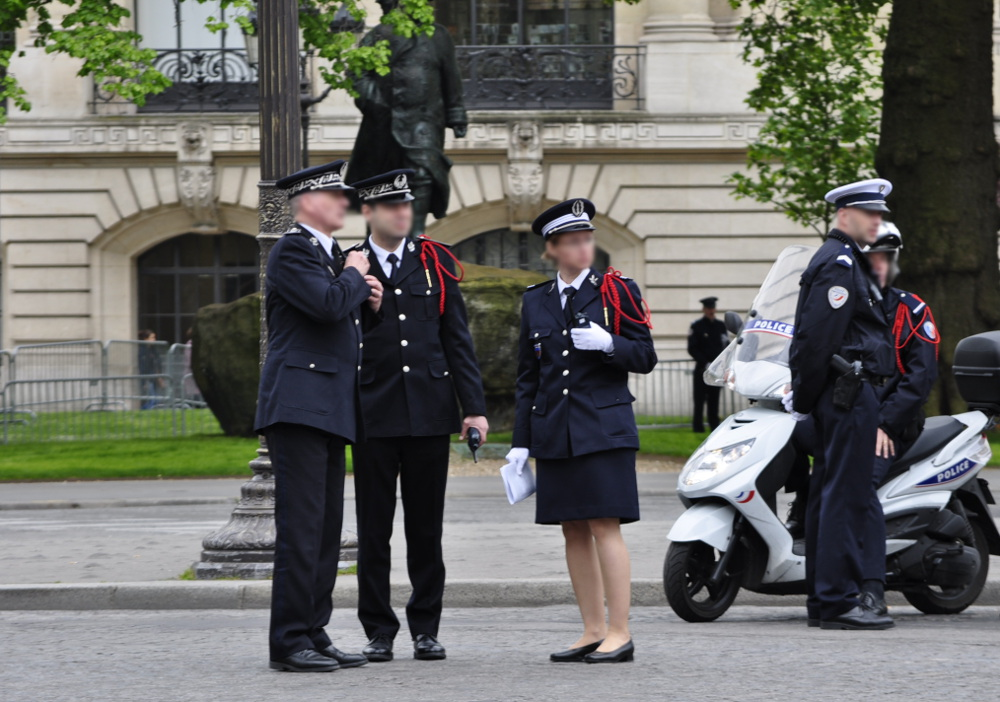
Deux commissaires de police, une commandante de police, un gardien de la paix et un brigadier-chef

Au 31 décembre 2014, il y avait 1 709 membres du corps de conception et de direction soit 1,2 % des effectifs de la police nationale, répartis comme suit :
- 892 commissaires soit 52 % des effectifs ;
- 686 commissaires divisionnaires soit 41 % des effectifs ;
- 90 contrôleurs généraux, 26 inspecteurs généraux et 15 directeurs de services actifs de police, soit 7% des effectifs .

Pour les élections professionnelles du ministère de l'Intérieur ayant eu lieu entre le 30 novembre et le 6 décembre 2018, les effectifs de ce corps pouvant participer à ces élections étaient de 1 666 personnes. La répartition des voix pour la commission administrative paritaire des commissaires est au 2/3 pour le syndicat « historique » des commissaires de police et des hauts fonctionnaires de police, créé en 1925 et au tiers restant pour le syndicat indépendant des commissaires de police, créé en 2006.   
Pour les élections professionnelles prévues entre le 1er et le 8 décembre 2022, l'effectif budgétaire des membres du corps de conception et de direction devant participer à de telles élections a été arrêté au 1er mars 2022 par les services centraux du Secrétariat Général du Ministère de l'Intérieur à 1 680 personnes et est réparti comme suit : 479 femmes (environ 28,51 % de l'effectif total) et 1 201 hommes soit environ 71,48 % de l'ensemble des effectifs).

## Quelques commissaires de police

### Réels
| - Christian Aghroum - Lucien Aimé-Blanc - Mireille Ballestrazzi - Michel Baroin - Céline Berthon - Yves Bertrand - Charles Bichat - Jean-Marc Bloch - Joël Bouchité - Henri Boucoiran - Robert Broussard - Patrick Calvar - Marcel Carrère - Henry Castaing - Henri Cuq - Jacques Delarue - Daniel Dugléry - Jean-Marc Falcone - Jean-Michel Fauvergue - Jacques Fournier | - Christophe Gavat - Jean-François Gayraud - Marcel Guillaume - Michel Hacq - Amaury de Hauteclocque - Célestin Hennion - Brigitte Henri - Marc Juge - Brigitte Jullien - Pascal Lalle - Christian Lambert - David Le Bars - Éric Le Douaron - François Le Mouël - Roger Le Taillanter - Ange Mancini - Roger Marion - Philippe Massoni - Martine Monteil | - Georges Moréas - Michel Neyret - Georges N'Guyen Van Loc - Gaston Pateau - Frédéric Péchenard - Charles Pellegrini - Guy Penaud - Achille Peretti - Jean Philippe - Ernest Raynaud - Pierre-Antoine-Augustin de Piis - Jean-René Ruez - Julien Sapori - Jules Sébille - Bernard Squarcini - François Thierry - Danielle Thiéry - Frédéric Veaux - Édouard Vigneron - François Zuccarelli |

### Fictifs
| - Henri Blondel (série Les Cordier, juge et flic) - Jean-Baptiste Adamsberg (romans de Fred Vargas) - Paul Bellamy (film Bellamy) - Patrick Bialès (film La cité de la peur) - Stanislas Borowitz (film Flic ou voyou) - Antoine Bourrel (série télévisée Les cinq dernières minutes) - Cabrol (série télévisée Les cinq dernières minutes) - Pierre Cordier (série télévisée Les Cordier, juge et flic) - Laurence Delage (série télévisée Quai n°1) - Georges Dupin (série télévisée Commissaire Dupin) - Florimond Faroux (romans de Léo Malet) - Julien Forge (série télévisée Sur le fil) - Louis Joss, dit « Le Pacha » (film Le Pacha) - Paul Juve, « Commissaire Juve » (films Fantomas) | - Grégoire Lamarck (série télévisée Profilage) - Maurice LaBréa (série télévisée Commissaire LaBréa) - David Lansky (série télévisée David Lansky) - Jean Larrosière (téléfilms Les Petits Meurtres d'Agatha Christie) - Laviolette (série télévisée Les Enquêtes du commissaire Laviolette) - Swan Laurence (téléfilms Les Petits Meurtres d'Agatha Christie) - Julie Lescaut (série télévisée Julie Lescaut) - Simon Magellan (série télévisée Commissaire Magellan) - Jules Maigret (romans de Georges Simenon, films et série télévisée) - Massard (série télévisée Les cinq dernières minutes) - Nicole Mercier (série télévisée Les Bleus, premiers pas dans la police) - Henri Meurteaux (série télévisée PJ) - Jean-Paul Moulin (série télévisée Commissaire Moulin) - Antoine Navarro (série télévisée Navarro) - Pierre Niemans (Roman et série télévisée de Jean-Christophe Grangé et film de Mathieu Kassovitz) - Antonio Padovani (romans de Frédéric H. Fajardie) | - Rosen (film Le Professionnel) - Cécile Perriggi (série télévisée Falco) - Nicolas Le Floch (série télévisée Nicolas Le Floch) - Marie Saint-Georges (série télévisée Quai n°1) - San-Antonio (Romans de Frédéric Dard) - Daniel Santamaria (série télévisée « Les Bleus, premiers pas dans la police ») - Schneider (série télévisée Un flic) - Jean-Jacques Socrate (Feuilleton radiophonique Signé Furax) - Lucie Terrier (série télévisée Sur le fil) - Pierre Valence (série télévisée Commissaire Valence) - Yasmine Attia (série télévisée Candice Renoir) - Alain Darzac (série télévisée Julie Lescaut) - Sandra Longo (téléfilm La Taupe 2) - Maurice Waltz (sérié télévisée Navarro) - Sylvie Leclerc (série télévisée Candice Renoir) - Antoine Dumas (série télévisée Candice Renoir) |